# 3011 Chongqing
3011 Chongqing eller 1978 WM14 är en asteroid i huvudbältet som upptäcktes den 26 november 1978 av Purple Mountain-observatoriet i Nanjing, Kina. Den är uppkallad efter den kinesiska staden Chongqing.
Asteroiden har en diameter på ungefär 11 kilometer.